# Berok
Berok is een bestuurslaag in het regentschap Bangka Tengah van de provincie Bangka-Belitung, Indonesië. Berok telt 2645 inwoners (volkstelling 2010).